# Edelweiss (secta)
Edelweiss va ser una secta destructiva que va existir a Espanya des de 1970 a 1984. El seu creador i fundador Eduardo González Arenas, sobrenomenat Eddie i antic legionari espanyol, va ser condemnat repetides vegades per delictes contra la llibertat sexual dels menors. Tenint com a suport una associació, integrada per fins a 400 nens d'entre 11 i 14 anys, González Arenas la va utilitzar per a cometre abusos i corrupció de menors.
El novembre de 1984, després de rebre múltiples denúncies que el van obligar a traslladar les seves activitats, la policia va procedir al seu arrest a Lisboa juntament amb deu monitors. Després del judici, celebrat en 1991 i considerat el major judici per corrupció de menors, es va condemnar al seu fundador a 168 anys de presó dels quals va passar 6 en aplicació de l'antic codi penal. El 1998 va morir assassinat per un dels seus adeptes a Eivissa. Es considera que Edelweiss ha estat una de les sectes més perilloses de la història d'Espanya barrejant conceptes com la ideologia nazi, els alienígenes i els abusos sexuals.

## Ideologia
La secta preconitzava les relacions homosexuals entre menors basant-se en una manera de viure que, segons el seu fundador, existia en un llunyà planeta anomenat Delhaiss, on serien traslladats els membres de la secta, una vegada que tinguessin un grau d'aprenentatge apte per a viatjar al mateix i salvar-se d'una hipotètic i pròxima fi del món.
Existia un jurament amb la següent fórmula: "Juro pel meu honor lluitar i pertànyer a la Guàrdia de Ferro de Delhais fins a la meva mort, defensant tres conceptes fonamentals i universals: amor, justícia i llibertat, aplicant-los al meu mateix, caminant per la sendera de la veritat, fins que aconsegueixi la perfecció en el planeta Delhais, al servei del meu príncep, el Gran Alain".

## Història
Edelweiss va començar a organitzar-se a la fi de 1970 a Madrid amb el nom d'Asociación Juvenil de Montaña Edelweiss, passant a denominar-se a partir de 1971 Boinas Verdes de Edelweiss. Des de la seva ubicació original, cedit per la parròquia de La nostra Senyora del Sagrat Cor al districte de Chamartín, van començar a actuar en quatre col·legis i tres parròquies madrilenyes, estenent-se posteriorment a Càceres, Alacant, Vigo, Canàries i Badajoz. La forma de captació dels menors era a través de diversos grups de muntanya que, successivament, va anar creant en diferents ciutats espanyoles. El nom de la secta provenia de la flor de les Neus, o Leontopodium alpinum, que creix en petits grups en els prats i penyes d'altura de les serralades europees.
A la tardor de 1975 havien passat pels centres de la secta entorn de 400 adolescents dels quals aproximadament 50 (d'ells menys de 8 eren nenes) van passar a formar part de l'estructura. Per aquestes dates Eduardo González Arenas va ser denunciat a la policia per alguns membres del grup, acusat d'apropiar-se dels diners de l'associació, la qual cosa el va portar a abandonar la primera estructura i desenvolupar immediatament una altra similar amb tres àrees, els anomenats rangers que eren la cara pública, el nucli sectari Edelweiss traslladat des de l'anterior associació, i un subgrup filonazi denominat Camisas Pardas (en clara al·lusió als camises marrons nazis).
A principis de 1976 Eduardo va ser denunciat de nou a la policia, acusat de corrupció de menors, per la qual cosa va passar dos mesos en la presó. A la seva sortida va tornar a reorganitzar el grup, creant l'anomenada Guardia de Hierro de Delhaiss. Les sortides al camp en un xalet dels afores de Madrid incloïen tocaments, masturbacions i en casos molt comptats penetracions anals dels nois. En el grup hi havia una adulta amb la qual forçaven a copular a alguns escollits. Aquests coits els feien molt de mal perquè la noia es movia molt fort i Eddie els deia que era millor fer-ho amb un home, perquè segons paraules seves "per darrere dol menys". Finalment, molts se sotmetien al líder de la secta.
Els membres de la secta es reunien a Madrid en les zones del Parc del Retiro i el Barri de Salamanca. En les sortides al camp Eddie procurava catequitzar als nois amb idees delirants barrejades d'altres teogonies com les dels Testimonis de Jehová, Missió Rama, Nens de Déu, els nazis, la Legió o la novel·la Juan Salvador Gavina de Richard Bach. Eddie era el Príncep Alain i Nazar del planeta Delhais. Els nois anirien a Delhais a un Paradís solament per a homes, per a això aquí ja eren marcats amb el signe de Ummo en la cara interna de l'avantbraç. Així és com formaven parelles homosexuals en què al company l'anomenaven AP. Portaven peces tretes de l'Exèrcit: boines, sabates de muntanya amb mitjons fins al genoll o camises dels Regulars de Melilla amb galoneres amb els signes de l'Alfa i Omega.
Eddie va tenir dues mullers, amb una de les quals va tenir una filla. Les seves pràctiques homosexuals, segons el seu testimoniatge, van començar quan va ser masturbat per un home més gran que ell en uns urinaris de Madrid, la qual cosa el va deixar molt nerviós i amb forts sentiments de culpabilitat. Ho va explicar més tard a la seva mare, qui ho va dir al seu marit i aquests el van dur a un psiquiatre. Aquesta experiència, així com la vergonya generada, ho va conduir a una espiral d'ocultació de les seves inclinacions sexuals que segurament va ser la causa que finalment el va portar a confiar la seva sexualitat més íntima solament amb "éssers purs" com ell creia que eren els nois.
El novembre de 1984 es van denunciar massivament els fets delictius comesos. L'any 1991, els que ja el 1984 eren majors d'edat van ser condemnats a diverses penes. No obstant això, només el líder de la secta va complir la seva, mentre que a la resta de condemnats els va ser aplicada la condició de víctima-botxí i van acabar en la seva majoria indultats. Entre els considerats víctimes-botxí figuren Ignacio de Miguel García-Mas, fill del sociòleg Amando de Miguel, i Javier Bo Huertas, els únics processats que van reconèixer haver aconseguit la graduació de guàrdia de ferro i tenir a l'axil·la esquerra un senyal marcat a foc. Els guàrdies de ferro constituïen "una secta dins de la secta", segons els seus antics subordinats: "Eren els qui triaven als menors amb els quals anaven a dormir quan el grup llogava una casa". Un testimoni d'excepció en la seva qualitat d'ex-guàrdia de ferro va assegurar que hi havia disputes entre el triumvirat (integrat per Eddie, Carlos dels Rius i Ignacio de Miguel) "per a ficar-se al llit amb els mateixos nois".
El líder de la secta, conegut com a Eddie, va ser condemnat a 168 anys de presó dels quals va complir solament 6, en beneficiar-se de diferents gràcies que tenia l'antic codi penal espanyol. El 3 de setembre de 1998, a l'any de sortir de presó, i quan presumptament ja havia reorganitzat la secta a Eivissa, extrem no provat però, va ser degollat per un noi de 17 anys que pertanyia a l'entorn en el qual es movia Eddie.

## En la cultura popular
Edelweiss és una sèrie documental creada i dirigida en 2021 per Eulogio Romero en la qual, a més de repassar cronològicament la seva història, alguns dels seus integrants, investigadors o periodistes manifesten el testimoniatge de les seves vivències. La sèrie es pot veure a RTVE Play la plataforma de vídeo sota demanda de la radiodifusora pública RTVE.